# David Macpherson (2e baron Strathcarron)
David William Anthony Blyth Macpherson, 2e baron Strathcarron (23 janvier 1924 - 31 août 2006) est surtout connu comme le «pair motocycliste». Il hérite de la baronnie à la mort de son père en 1937, mais perd son droit automatique à un siège à la Chambre des lords avec l'adoption de la House of Lords Act de 1999.

## Biographie
Il est le fils d'Ian Macpherson, un ministre du gouvernement dans le cabinet de Lloyd George qui est créé baron Strathcarron, de Banchor, en 1936. Il fréquente le Collège d'Eton et Jesus College, Cambridge. Après le déclenchement de la Seconde Guerre mondiale, il rejoint la RAF en 1941, avant d'obtenir son diplôme, et pilote un Wellingtons pour le Coastal Command lors de missions de reconnaissance et de recherche et sauvetage au-dessus de l'océan Atlantique, pendant la bataille de l'Atlantique. Il effectue ensuite des missions de transport à longue portée et est démobilisé en 1947. Il continue à voler en tant que pilote privé après la guerre, jusqu'aux années 1980.
Son intérêt pour les véhicules à moteur commence dans sa jeunesse, lorsqu'il apprend à conduire sur un Terraplane Essex de 1932 de sa mère. Il achète une Morgan Super Sports pour son seizième anniversaire, et passe son test de moto, mais il a bientôt son premier accident de conduite. Il court sur des véhicules à moteur après la guerre, en compétition contre Stirling Moss dans la course automobile 500cc, et conduit pour Marwyn et Kieft. Il pilote des voitures anciennes de sa propre collection, notamment Alfa Romeos, Austin-Healey, Bentleys, Jensens et Rileys. Il est le correspondant automobile de The Field pendant 48 ans, de 1954 à 2002. Il fonde une entreprise de fournitures automobiles, Strathcarron & Co, en 1960. En 1963, il écrit un compte rendu de ses expériences dans la course automobile, intitulé Motoring for Pleasure. Il remporte la course automobile Lords contre Commons à Brands Hatch en 2000, âgé de 76 ans. Après avoir pris sa retraite en tant que correspondant automobile de The Field en 2002, il écrit une chronique pour le site Web Hoot! intitulé "Vue d'un pair".
Pendant son séjour au Parlement, Lord Strathcarron s'implique sur les sujets automobiles et est président du groupe parlementaire multipartite sur la motocyclette. Il collabore avec la Motor Cycle Industry Association pour créer le système de formation de base obligatoire pour les apprenants motocyclistes, introduit en décembre 1990. Il vote habituellement avec le Parti conservateur, mais s'exprime rarement.
En dehors du Parlement, il est président de la Guild of Motoring Writers, président du Jensen Owners 'Club et membre de l'Institute of Advanced Motorists. Il est membre du British Racing Drivers 'Club, de la Guild of Experimental Motorists, du Vintage Sports Car Club, de la Driving Instructors Association, de la Vehicle Builders and Repairers Association, de l'Institut des ingénieurs du transport routier.
Il est décédé sept semaines après un accident de motocyclette impliquant une benne à ordures . Sa nécrologie dans le Daily Telegraph le décrit comme "un amalgame engageant de M. Punch, Bertie Wooster et M. Toad ". Il se marie quatre fois. Le titre passe à Ian Macpherson (3e baron Strathcarron), l'aîné des deux fils de son deuxième mariage.